# Ein schlichtes Herz (2008)
Ein schlichtes Herz ist ein französisches Filmdrama von Marion Lane aus dem Jahr 2008. Es beruht auf einer Kurzgeschichte von Gustave Flaubert.

## Handlung
Normandie, um 1850: Die unbedarfte und leichtgläubige Félicité wird von Théodore auf einem Fest umworben. Er verspricht der unerfahrenen Frau, sie mit ans Meer zu nehmen und sie zu heiraten. Nach einer gemeinsamen Nacht verlässt er sie und erzählt anderen Männern des Dorfes, dass sie leicht zu haben sei. Verzweifelt verlässt Félicité ihre Anstellung und schlägt sich durch den Wald in ein anderes Dorf durch. Hier wird sie bei Witwe Mathilde Aubain vorstellig, die eine neue Haushälterin sucht. Félicité erhält die Stelle und kümmert sich nun um den Haushalt, die Küche und Mathildes Kinder Clémence und den etwas älteren Jungen Paul. Vor allem die kränkliche Clémence leidet unter der emotionalen Kälte ihrer Mutter und hängt sich an Félicité. Mathilde und später auch Paul unterbinden jedoch jede Art von Mütterlichkeit Félicités.
Mit Mathilde und den Kindern reist Félicité während der Sommerzeit ans Meer. Als die Gruppe auf einen Stier trifft, verjagt Félicité das Tier, bricht sich dabei jedoch den Fuß. Da Mathilde ihr einredet, dass sie keine größere Verletzung hat, da sie gezwungenermaßen laufen könne, wird die Verletzung nicht behandelt und Félicité behält ein Hinken zurück. Félicité hat in all der Zeit Théodor nicht vergessen, dessen neue Anstellung sie sogar in Erfahrung bringt. Dennoch entwickelt sie Gefühle für einen Hofverwalter Mathildes, der sie heiraten will. Nach einem Streit um die Behandlung der Kinder ist Félicité bereit, ihre Sachen zu packen und mit ihm zu gehen, doch bittet Mathilde sie, vor allem wegen Clémence zu bleiben.
Die Kinder werden größer und Paul geht als erster aus dem Haus, da er das Internat besucht. Auch Clémence muss gegen ihren Willen das Elternhaus verlassen und kommt nach der Kommunion in ein Kloster. Félicité wiederum trifft zufällig ihre Schwester wieder, die sie tot glaubte. Ihr Neffe Victor ist in Pauls Alter und kommt nun jedes Wochenende zu seiner Tante. Félicité blüht in dieser Zeit auf. Nach Auszug der Kinder beginnt die verhärmte Mathilde eine Beziehung zu ihrem Cello-Lehrer Frédéric, will jedoch von einer Heirat nichts wissen und gibt ihn frei, als er eine neue Anstellung in Rouen annehmen will. Jahre vergehen und Paul heuert als Seemann auf einem Schiff an, das ihn zwei Jahre lang unter anderem nach Amerika führen wird. Félicité ist verzweifelt – einige Monate später erhält sie die Nachricht, dass Victor kurz nach der Ankunft in Havanna an Typhus verstorben ist. Sie erträgt ihr Leid still.
Auch Paul und Clémence sind älter geworden. Während Paul sein Leben zu lieben scheint, zerbricht Clémence am Leben in klösterlicher Gefangenschaft und stirbt. Erst jetzt erkennt Mathilde ihre Liebe zu ihrer Tochter und trauert um sie. Die Totenwache wiederum darf Félicité übernehmen, die Clémence zeitlebens viel näher gestanden hat. Über Clémences Tod kommen sich beide Frauen näher und geben sich in ihrem Schmerz gegenseitig Halt. Eines Tages erhält Mathilde den Papagei Lulu der Nachbarn geschenkt, den sie an Félicité weitergibt. Lulu wird für Félicité ein großer Trost und sie kann dem Vogel all die Liebe geben, die sie Menschen gegenüber nie aufbringen durfte. Eines Tages ist Lulu verschwunden und Félicité der Verzweiflung nahe. Als Lulu plötzlich wieder auftaucht und auf ihrer Schulter landet, bricht Félicité ohnmächtig zusammen. Als sie erwacht, ist sie ertaubt. Während sie sich in ihrer stillen Welt ganz zu Lulu zurückzieht, bereitet Mathilde ihr eigenes Ende vor. Lulu erfriert im Winter und Félicité lässt ihn ausstopfen. Mathilde nimmt sich wiederum im Frühjahr mit Laudanum das Leben. Arbeiter finden Félicité kurz darauf mit dem Tod ringend in ihrer Kammer vor. Ein Zug der Jungfrauen, in den sich die alte Félicité eigentlich einreihen wollte, geht am Fenster vorbei. Félicité kann ihren Gesang nicht hören, genießt jedoch den Duft der Blumen, der durch das Fenster hineinweht.

## Produktion
Ein schlichtes Herz beruht auf Flauberts Erzählung Ein schlichtes Herz, die in seinem Werk Drei Erzählungen erschienen war. Eine erste Verfilmung hatte Giorgio Ferrara 1977 realisiert.
Ein schlichtes Herz wurde ab März 2007 im Département Seine-Maritime gedreht, darunter in La Ferté-Saint-Samson, Sommery, Saint-Aubin-sur-Mer (Seine Maritime) und Saint-Martin-Osmonville. Die Kostüme schuf Anaïs Romand, die Filmbauten stammen von Françoise Arnaud. Es war das Langfilmregiedebüt von Marion Lane, die zuvor Kurzfilme gedreht hatte, vor allem jedoch als Schauspielerin in Erscheinung getreten war.
Der Film lief am 26. März 2008 in den französischen Kinos an. In Deutschland war er erstmals am 11. Januar 2012 auf arte zu sehen.
Der Film trägt die Widmung „A la mémoire de Béatrice“ („In Gedenken an Beatrice“) und ist Béatrice Caufman gewidmet. Sie war ab 2005 als Produzentin des Films tätig und verstarb wenige Wochen vor Drehbeginn im Januar 2007.

## Synchronisation
| Rolle           | Darsteller        | Synchronsprecher  |
| --------------- | ----------------- | ----------------- |
| Félicité        | Sandrine Bonnaire | Anne Moll         |
| Mathilde Aubain | Marina Foïs       | Susanne Sternberg |
| Frédéric        | Thibault Vinçon   | Tim Knauer        |

## Kritik
Der film-dienst nannte Ein schlichtes Herz einen „einfühlsame[n] Erstlingsfilm […] um eine zartfühlende Frau, die sich vor Sehnsucht nach Wärme und Geborgenheit verzehrt“. Besonders das „sensible Spiel“ Sandrine Bonnaires sei überzeugend.
Die Regisseurin „zeichnet das derb- naturalistische Bild einer Zeit, die Mitgefühl und Zärtlichkeit brutal unterdrückt“. „Theaterhaftes Pathos: spröde, aber gut!“, fasste Cinema zusammen.

## Auszeichnungen
Auf dem Festival Internacional de Cine de Mar del Plata wurde Marion Lane 2008 für Ein schlichtes Herz mit dem SIGNIS Award (Lobende Erwähnung) ausgezeichnet. Der Film wurde zudem für den Preis für den Besten Film nominiert. Ebenfalls 2008 gewann Ein schlichtes Herz auf dem Internationalen Filmfestival Moskau den Spezialpreis der Jury und lief im Wettbewerb um den Goldenen Georg.